# Eumacronychia rohweri
Eumacronychia rohweri är en tvåvingeart som beskrevs av Allen 1926. Eumacronychia rohweri ingår i släktet Eumacronychia och familjen köttflugor. Inga underarter finns listade i Catalogue of Life.